# 丹尼尔·范比滕
丹尼尔·范比滕（Daniel Van Buyten，1978年2月7日—），比利時足球運動員，他自2006年6月效力德甲球會拜仁慕尼黑後隨隊贏得各項榮譽，並在2013年成為歐冠改制後的第一個比利時籍冠軍隊員，隨後在2014年參加生涯第二次的世界杯後，從職業球員身分退休。
他最初是以中鋒身分出道，但沒多久便轉任中後衛，他高壯的體格和傑出耐力使他成為所在各個隊伍中必不可少的防守苦工，無論是空戰或一對一都讓前鋒們很難佔到便宜。

## 早年生涯
雲拜頓在比利時的沙勒罗瓦出道，在1999年效力該國勁旅標準列治。2002年，他轉戰法甲，加盟馬賽，而至03－04年度，他又中被借到英超的曼城，但未能得到該隊賞析。稍後，他轉戰德甲，效力漢堡，而他在該隊的出色表現，令到拜仁慕尼黑於2006年夏天決定收購他，而且簽下一紙4年的合約。

## 拜仁慕尼黑
雲拜頓加盟拜仁的第一季後表現依然穩定，而他更為新東家於12月對科特布斯的比賽中射入效力拜仁的第一球。而在2007年對AC米蘭的歐洲聯賽冠軍盃中，他更射入兩球，協助球隊逼和對手。07-08球季，他被貶為後備，故有傳他會離隊他投，但他本人卻表示無意離隊他投，願意留隊爭取正選。

## 外部連結
- 雲拜頓的官方網站（页面存档备份，存于）